# استصناع (مقاولة)
الاستصناع يسمى أيضًا المقاولة. حيث اعتبرت مجلة الأحكام العدلية الاستصناع والمقاولة شيئًا واحدًا ، مع أن المقاولة في القانون الوضعي أعم من الاستصناع في الشرع ، إذ أنها تشمل الاستصناع والإجارة، وليس كذلك الاستصناع.
الاستصناع لغة: مصدر استصنع الشيء، أي دعا إلى صنعه. يقال: استصنعه خاتمًا إذا طلب منه أن يصنعه له.
وفي القاموس: «الصناعة حرفة الصانع، وعمله الصنعة».
فالاستصناع هو طلب عمل الصانع.
وجاء في مجلة الأحكام العدلية: الاستصناع عقد مع صانع على عمل شيء معين في الذمة.
الاستصناع عُرفًا: اتّفاق مع الصانع على عمل شيء معيّن للمستصنِع من مادّة هي للصانع بعوض معيّن، وبموجبه يكون العمل والمادّة كلاهما على الصانع، كما أنّ العوض على المستصنِع. وصورته: أن يقول للصانع- مثلًا- ابنِ لي منزلًا، أو خط لي ثوبًا.
قال البابرتي: الاستصناع أن يجيء إنسان إلى صانع فيقول: اصنع لي شيئًا صورته كذا، وقدره كذا، بكذا وكذا درهما، ويسلم إليه جميع الدراهم أو بعضها أو لا يسلم.
وعُرف في كتاب فقه المعاملات بـ: الاستصناع هو عقد يشترى به شيء مما يصنع صنعًا يلتزم البائع بتقديمه مصنوعًا بمواد من عنده بأوصاف معينة، وبثمن محدد يدفع عند التعاقد، أو بعد التسليم أو عند أجل معين.

## الفرق بين الاستصناعوالإيجار
في الاستصناع تكون المواد من عند الصانع، أما في الإيجار تكون المواد من عند المستصنع.
ويختلف الحكم في الضمان، وله تفصيل مذكور هنا وفي مقال الإيجار.

## أطراف الاستصناع
- المستصنع: طالب الصنعة. وقد يسمى الآمر، لأنه أمر بالصنع.
- المستصنع إليه: أو الصانع، وهو من يتولى الصناعة بنفسه أو يتولاها عماله.
- المستصنع فيه: وهو الشيء المصنوع.
- البدل النقدي: وهو المقابل المادي، ويسمى الثمن أيضًا.

## حُكم الاستصناع في الإسلام
يرى جمهور الفقهاء أن مقتضى القياس والقواعد العامة ألا يجوز الاستصناع، وعلى كل من أراد الحصول على المصنوع على الصفة المعينة التي يريدها أن يتعاقد مع الصانع بصيغة الإجارة أو صيغة السلم. ولذلك يكون الاستصناع عند الجمهور قسمًا من أقسام السلم، ويشترط فيه ما يشترط في السلم.
ويرى الحنفية أن الاستصناع جائز استحسانًا على غير القياس، لأن القياس يقتضى منعه لأنه من بيع المعدوم. كما يرى بعض الحنفية أن دليل جواز الاستصناع ليس الاستحسان فقط بل يستدل عليه كذلك بالسنة والإجماع.
فيستشهدون بحديث: «بعث رسول الله ﷺ إلى فلانة، امرأة قد سماها سهل أن مري غلامك النجار يعمل لي أعوادًا أجلس عليهن إذا كلمت الناس. فأمرته أن يعملها من طرفاء الغابة. ثم جاء بها، فأرسلت إلى رسول الله ﷺ، فأمر بها فوضعت فجلس عليه».
يجوز الاستصناع استحسانا، لإجماع الناس على ذلك. ولأن الحاجة تدعو إليه. فلو لم يجز لوقع الناس في الحرج.
جاء في شرح فتح القدير: جوزناه استحسانًا للتعامل الراجع إلى الإجماع العملي، من لدن النبي ﷺ إلى اليوم بلا نكير، والتعامل بهذه الصفة أصل مندرج في قول النبي ﷺ: «لا تجتمع أمتى على ضلالة».
وقد استصنع النبي ﷺ خاتمًا.... واحتجم وأعطى الحجام أجره.... وفيما لا تعامل فيه رجعنا إلى القياس.
وقد أجازه مجلس مجمع الفقه الإسلامي الدولي المنعقد في دورة مؤتمره السابع.

## أنواع الاستصناع
1. الاستصناع العادي:
حيث يتعامل المستصنع مع الصانع مباشرةً (الذي يقوم بالصنعة، أو عُماله).
2. الاستصناع الموازي:
يستند عقد الاستصناع الموازي على أساس أنه لا يشترط في الاستصناع أن يكون العقد مع صانع. فيصح شرعًا أن يتعاقد الراغب في الاستصناع مع شخص من غير أهل الصنعة، ثم يذهب هذا الملتزم للصنعة يبحث عن شخص يصنع له المطلوب فيأخذه ويسلمه للمستصنع.

وعادةً ما تطبقه المصارف.
لم تذكر كتب الفقه شيئًا عن مسألة قيام الصانع باستصناع غيره. ولكن الفقهاء في باب الإجارة ذكروا أن الأجير إذا شرط عليه مستأجره أن يعمل بنفسه لزمه ذلك، لأن العامل يتعين بالشرط. فإن لم يشترط المستأجر ذلك فيجوز للأجير أن يستأجر من يعمل العمل. فكذلك يقال في الاستصناع إن للمستصنع أن يشترط في العقد عمل الصانع نفسه، أو عمل صانع معين، فإن قبل الطرف الآخر ذلك لزمه
- محاذير تطبيق الاستصناع الموازي (عادةً المصرف الإسلامي):

1. الربط بين العقدين بل يجب أن يكون كل من العقدين منفصلًا عن الآخر وغير مبني عليه.
2. يجب أن لا يكلف المصرف المستصنع بالتعاقد مع الصانع أو متابعته، ولا يوكله بالإشراف على المصنوع، أو قبضه، أو نحو ذلك.
3. يفضل أن لا ينتظر المصرف الإسلامي ليأتيه شخصان قد اتفقا بينهما أحدهما صانع والآخر مشتر يريد تمويلًا ليدفع المصرف للصانع مقدمًا، ثم ينتظر الوفاء من الآخر بالزيادة. بل على المصرف أن يكون لديه (دائرة خاصة بالعمليات الاستصناعية) يأتي إليها الراغبون. فيطلبوا منه هذه الأعمال استصناعًا، ويكون للبنك علاقات مع من يستطيع تنفيذ مثل تلك الأعمال فيساومهم عليها، أو يعلن عن مناقصات لتنفيذها. فيعقد معهم عقود الاستصناع على مسئوليته الخاصة.
4. لا يجوز أن يضرب لتسليم السلعة أجل بعيد بغرض إتاحة الفرصة له لينتفع بالتمويل المبكر، لكن يكون الأجل فقط بقدر المدة التي يحتاج إليها في التصنيع فعلا، فإن زادت عن ذلك كان العقد سلمًا ووجبت مراعاة شروطه وأحكامه.

## شروط العاقدين في الاستصناع
لما كانت عقود المعاوضات المالية كالبيع والسلم والاستصناع والصرف تنشأ بين متعاقدين بإرادتهما، اشترط الفقهاء في كل واحد من العاقدين أن يكون أهلًا لصدور العقد عنه، وأن يكون له ولاية إذا كان يعقد لغيره.

## شروط المستصنع فيه
1. أن يكون المستصنع فيه قد جرى التعامل في مثله بالاستصناع: وسبب اشتراط ذلك أنه لما كان الاستصناع نوعًا من بيع المعدوم، وهو في الأصل ممنوع شرعًا، وإنما أجيز الاستصناع استحسانًا لأجل تعامل الناس به، فما جرى التعامل باستصناعه يصح فيه، وما لا فلا، إذ التعامل دليل الحاجة.
2. بيان جنس المصنوع ونوعه:
يشترط في المستصنع فيه أن يوصف في العقد وصفا نافيا للجهالة، لئلا يكون فقد أحد الأوصاف المرغوبة مثار نزاع.

قال الكاساني: من شروط الاستصناع بيان جنس المصنوع ونوعه وقدره وصفته، لأنه لا يصير معلوما بدونه.
ومقتضى هذا الشرط أمران:
1. أن ما لا يمكن ضبطه بالوصف لا يصح استصناعه. وقد تقدمت وسائل التصميم والوصف، بالخرائط الهندسية، ونماذج العقود، والخبرات الفنية بما يمكن من الضبط الكامل في أكثر المصنوعات. ويمكن أيضًا استخدام النماذج المصنعة والتعاقد على أساسها.
2. إذا لم تضبط الأوصاف أو لم تبين الكميات في العقد، يكون العقد فاسدًا.

## ذكر الأجل
اختلف فقهاء الحنفية في مسألة تحديد الأجل في عقد الاستصناع، فاشترط أبو حنيفة أن لا يكون في عقد الاستصناع أجل.
وذهب الصاحبان إلى صحة عقد الاستصناع سواء ضرب له أجل أم لا.
واشترط الفقه المعاصر تحديد الأجل في الاستصناع وهو ما ذهب إليه قرار مجمع الفقه الإسلامي.

## لزوم العقد
- الاستصناع عقد غير لازم عند أكثر الحنفية.
والاستصناع عند أكثر الحنفية عقد غير لازم قبل الصنع، كما أنه غير لازم بعد الفراغ من الصنع وقبل رؤية المصنوع، ويثبت لكل من العاقدين الخيار في إمضاء العقد أو فسخه أو العدول عنه.
فيحق للمستصنع أن يفسخ العقد في أي وقت شاء قبل الرؤية، وله فسخه عند الرؤية، لأنه اشترى ما لم يره.
- كما يثبت الخيار للصانع قبل الشروع في العمل وبعده، ما دام الشيء المصنوع في يده، ولم يقدمه إلى المستصنع، فإن قدمه سقط خياره، ولو باع الصانع لآخر ما صنعه قبل أن يقدمه للمستصنع جاز، لأن العقد غير لازم، ولأن المعقود عليه ليس هو عين المصنوع، وإنما مثله في الذمة.
فإن انتهى الصانع من المصنوع على الصفة المشروطة، ورآه المستصنع، فيبقى للمستصنع حق خيار الرؤية في الأصح عند أكثر الحنفية.
- والمستصنع بالخيار إذا رأى المصنوع: إن شاء أخذه وإن شاء تركه، لأنه اشترى شيئًا لم يره ولا خيار للصانع.
الاستصناع عقد لازم عند بعض فقهاء الحنفية وفي الرأي المعاصر.
وقال الإمام أبو يوسف أن الاستصناع عقد لازم، وليس لأحد العاقدين الرجوع فيه إلا برضا الآخر، وإذا توفرت فيه الشروط المتفق عليها فلا يحق للمستصنع رفضه.
وأخذت مجلة الأحكام العدلية بهذا الرأي: إذا انعقد الاستصناع فليس لأحد العاقدين الرجوع، وإذا لم يكن المصنوع على الأوصاف المطلوبة المبينة كان المستصنع مخيرًا.
وعليه، فإنه يعتبر لزوم العقد في حق الطرفين منذ انعقاده إلا إذا جاء المصنوع مغايرًا للأوصاف المبينة في العقد فيحق للمستصنع الفسخ بمقتضى فوات الوصف المشروط لا بمقتضى عدم اللزوم في العقد.

## الشرط الجزائي في عقد الاستصناع
يجوز أن يتضمن عقد استصناع شرطًا جزائيًا بمقتضى ما اتفق عليه العاقدان ما لم تكن هناك ظروف قاهرة.
المشهور عند الحنفية أن عقد الاستصناع عقد غير لازم. وأن أي خلل يطرأ يمنع الصانع من تنفيذ ما تعاقد عليه، فلكل واحد من الطرفين الخيار في فسخ العقد.
أما المتأخرون من الحنفية فقد اعتمدوا القول الذي يقول بلزوم العقد فإذا ظهرت موانع خارجية عن إرادة الصانع، كحرق المصنع، أو غرق السفينة، أو قطع علاقات مع بعض الدول الموردة للمادة الخام المطلوب صنعها، فالمستصنع هنا بالخيار إن شاء انتظر الصانع حتى يتمكن من الإنجاز، وإن شاء فسخ العقد.
وقد أجاز مجمع الفقه الإسلامي الشرط الجزائي في عقد الاستصناع حيث جاء في قراره: يجوز أن يتضمن عقد استصناع شرطا جزائيًا بمقتضي ما اتفق عليه العاقدان ما لم تكن هناك ظروف قاهرة.
- وعلى هذا الأساس يجوز في عقد الاستصناع أن يشترط المستصنع أن يخصم من استحقاقات الصانع لديه مبلغًا محددًا عن كل يوم تأخير في تسليم المصنوع جاهزًا في موعده، ولكن لا يزاد في تقدير المبلغ عن حدود الضرر المتوقع.

وإذا حصل التأخير المذكور حق للمستصنع أن يطالب بالخصم، ما لم يكن التأخير متسببًا عن ظروف قاهرة، أو عن تأخير المستصنع دفع الأقساط، أو غير ذلك من تصرفات المستصنع.
ويجوز للصانع أيضًا اشتراط مثل ذلك في حال تقصير المستصنع في أداء التزاماته غير المالية. ولا يجوز أن يشترط ذلك في حالة التقصير في أداء الالتزامات المالية لأن ذلك يؤول إلى الربا.

## زمن دفع الثمن
يجوز في الاستصناع الاتفاق على تعجيل الثمن كله، أو تعجيل بعضه وتأجيل بعضه، أو تأجيله كله، سواء على دفعة واحدة، أو على أقساط متساوية أو متفاوتة.
الاستصناع أن يجيء إنسان إلى صانع فيقول: أصنع لي شيئًا صورته كذا وقدره كذا بكذا درهما، ويسلم إليه جميع الدراهم أو بعضها أو لا يسلم.
لا يجبر المستصنع على إعطاء الدراهم وإن شرط تعجيله.
هذا إذا لم يضرب له أجلًا فإن ضرب له أجلًا صار سلمًا حتى يعتبر فيه شرائط السلم.

## بيع الصانع للمصنوع
إن قام الصانع بصناعة الشيء المطلوب، وقبل أن يتسلمه المستصنع باعه الصانع لشخص آخر أو استهلكه، أو حجزه لنفسه، فللمسألة حالتان:
- الأولى:
أن يبيعه قبل أن يراه المستصنع ويرضى به، فلا بأس بذلك، إن كان يمكنه صناعة الشيء المطلوب وإتمامه قبل أن يحل الموعد المتفق على تسليمه فيه.
وذلك لأن المستصنع اشترى شيئًا موصوفًا في الذمة، غير متعين في هذا الشيء الذي صنعه بالذات. فإذا صنع له شيئًا آخر مستوفيًا للشروط المتفق عليها وسلمه في الأجل، فقد أدى ما عليه ولم يخل بالعقد.
- الثانية:
أن يبيعه بعد أن رآه المستصنع ورضي به، فليس للصانع أن يفعل ذلك، لأن المصنوع تعين بالرؤية والقبول، ودخل بذلك في ملك المستصنع.

ذكر في كافي الحاكم ما نصه: المستصنع بالخيار إذا رآه مفروغًا منه، وإذا رآه فليس للصانع منعه ولا بيعه، وإن باعه الصانع قبل أن يراه المستصنع جاز بيعه.

## انتهاء العقد
- ينتهي عقد الاستصناع عند إتمام صنع الشيء وتقديمه إلى المستصنع، وقبوله له.
- كما ينتهي العقد بفسخه من أحد المتعاقدين في حالة الظروف القاهرة التي تمنع التنفيذ.
- موت أحد العاقدين: لا ينتهي عقد الاستصناع بموت الصانع إلا في حالة اشتراط العمل بنفسه أو تكون مؤهلاته ومهاراته الشخصية ملحوظة في العقد.